# مسجد خواجه احرار ولی
مسجد خواجه احرار ولی مسجدی در تاشکند ازبکستان است. این مسجد که به نام مسجد جامع نیز شناخته می‌شود، در سال ۱۴۵۱ توسط شیخ عبیدالله خواجه اهرار (۱۴۰۴–۱۴۹۰) ساخته شد. مسجد جمعه در منطقه چارسو قرار دارد و تنها مسجد جامع موجود در تاشکند است.